# 156990 Claerbout
156990 Claerbout è un asteroide della fascia principale. Scoperto nel 2003, presenta un'orbita caratterizzata da un semiasse maggiore pari a 2,6779144 UA e da un'eccentricità di 0,0344997, inclinata di 22,99879° rispetto all'eclittica.
L'asteroide è dedicato a Jon Claerbout, un prolifico contributore nel campo della sismologia: aprì la strada alla interferometria sismica, usata per lo studio dell'interno del Sole.